# Tenantitla, Veracruz
Tenantitla är en ort i Mexiko.   Den ligger i kommunen Benito Juárez och delstaten Veracruz, i den sydöstra delen av landet, 180 km nordost om huvudstaden Mexico City. Tenantitla ligger 326 meter över havet och antalet invånare är 1 273.
Terrängen runt Tenantitla är lite kuperad. Runt Tenantitla är det ganska tätbefolkat, med 96 invånare per kvadratkilometer. Närmaste större samhälle är Benito Juárez, 14,4 km norr om Tenantitla. Trakten runt Tenantitla består till största delen av jordbruksmark.